# Sydir Twerdochlib
Sydir Antonowycz Twerdochlib (ukr. Сидір Антонович Твердохліб, ur. 9 maja 1886 w Brzeżanach, zm. 15 października 1922 w Sapieżance) – ukraiński poeta, tłumacz i polityk.

## Życiorys
Studiował na Uniwersytecie Lwowskim i na Uniwersytecie Wiedeńskim, później pracował jako nauczyciel we Lwowie. Należał do modernistycznego ruchu artystycznego Mołoda Muza. Pierwsze wiersze Twerdochliba ukazały się w magazynach "Swit" (1906), "Bukowina", "Rozwaga" i innych.
Opublikował osobny zbiór wierszy "W swiczadi plesa" (1908). Napisał także nowele "Neskinczenyj archytwir" i inne. Poezję Twerdochliba przepełniała melancholia i tęsknota za pięknem. Przekłady: na język niemiecki - "Hajdamacy" T. Szewczenki, na polski – wiersze Szewczenki, O. Ołesia, nowele M. Jackowa i innych. Na język ukraiński - "Ojciec zadżumionych", "W Szwajcarii" J. Słowackiego i inne.
Twerdochlib drukował także w polskich czasopismach.
W 1920 roku stanął na czele Ukraińskiej Partii Włościańskiej (tzw. chliboroby), która stała na stanowisku uznania polskiej władzy nad Galicją Wschodnią i zadeklarowała udział w rozpisanych na listopad 1922 wyborach do Sejmu, w sytuacji bojkotu wyborów ogłoszonego przez wszystkie znaczące ukraińskie partie polityczne Galicji. Jednym z głównych postulatów Chliborobów było wprowadzenie autonomii narodowo-terytorialnej dla województw: lwowskiego, tarnopolskiego i stanisławowskiego. Twerdochlib kandydował z listy wyborczej UPW na posła do Sejmu RP. Złamanie bojkotu wyborów doprowadziło do wydania na niego wyroku śmierci przez Ukraińską Organizację Wojskową. Twerdochlib został zastrzelony w czasie kampanii wyborczej, 15 października 1922 roku na stacji kolejowej Sapieżanka k. Kamionki Strumiłowej. Partia w wyniku wyborów uzyskała pięć mandatów poselskich.
Został pochowany na Cmentarzu Łyczakowskim we Lwowie (pole 76). Jego przyjaciel, rzeźbiarz Zygmunt Kurczyński zamierzał wykonać dla niego monumentalny nagrobek z symbolicznymi posągami, jednak wdowa po poecie zrezygnowała z tego pomysłu i zamówiła zwykły nagrobek.